# سلاق قلیچ‌تپه
سلاق قلیچ‌تپه ، روستایی است از توابع بخش مرکزی شهرستان گنبد کاووس در استان گلستان ایران.

## جمعیت
این روستا در دهستان باغلی ماراما قرار داشته و براساس سرشماری سال ۱۳۸۵جمعیت آن ۱۴۴نفر (۳۴خانوار) بوده است.